# Stephan Geserich
Stephan Geserich (* 22. Mai 1963) ist ein deutscher Jurist. Er ist seit dem 6. November 2008 Richter am Bundesfinanzhof.

## Leben und Wirken
Geserich trat nach Abschluss der juristischen Ausbildung in den höheren Dienst der Finanzverwaltung des Landes Baden-Württemberg ein. Nach seiner Abordnung an das Institut für Finanz- und Steuerrecht der Universität Heidelberg ab 1994 wurde er dort 1999 promoviert. Von 1999 bis 2001 war er als wissenschaftlicher Mitarbeiter an das Bundesverfassungsgericht abgeordnet. 2001 erfolgte seine Ernennung zum Richter am Finanzgericht Baden-Württemberg.
Das Präsidium des Bundesfinanzhofs wies Geserich dem VI. Senat zu, der für die Lohnsteuer, für außergewöhnliche Belastungen und die Besteuerung der Land- und Forstwirtschaft zuständig ist.
Geserich ist als Referent und Autor zahlreicher Publikationen sowie in der Fortbildung von Steuerberatern tätig.